# PTSZ–2

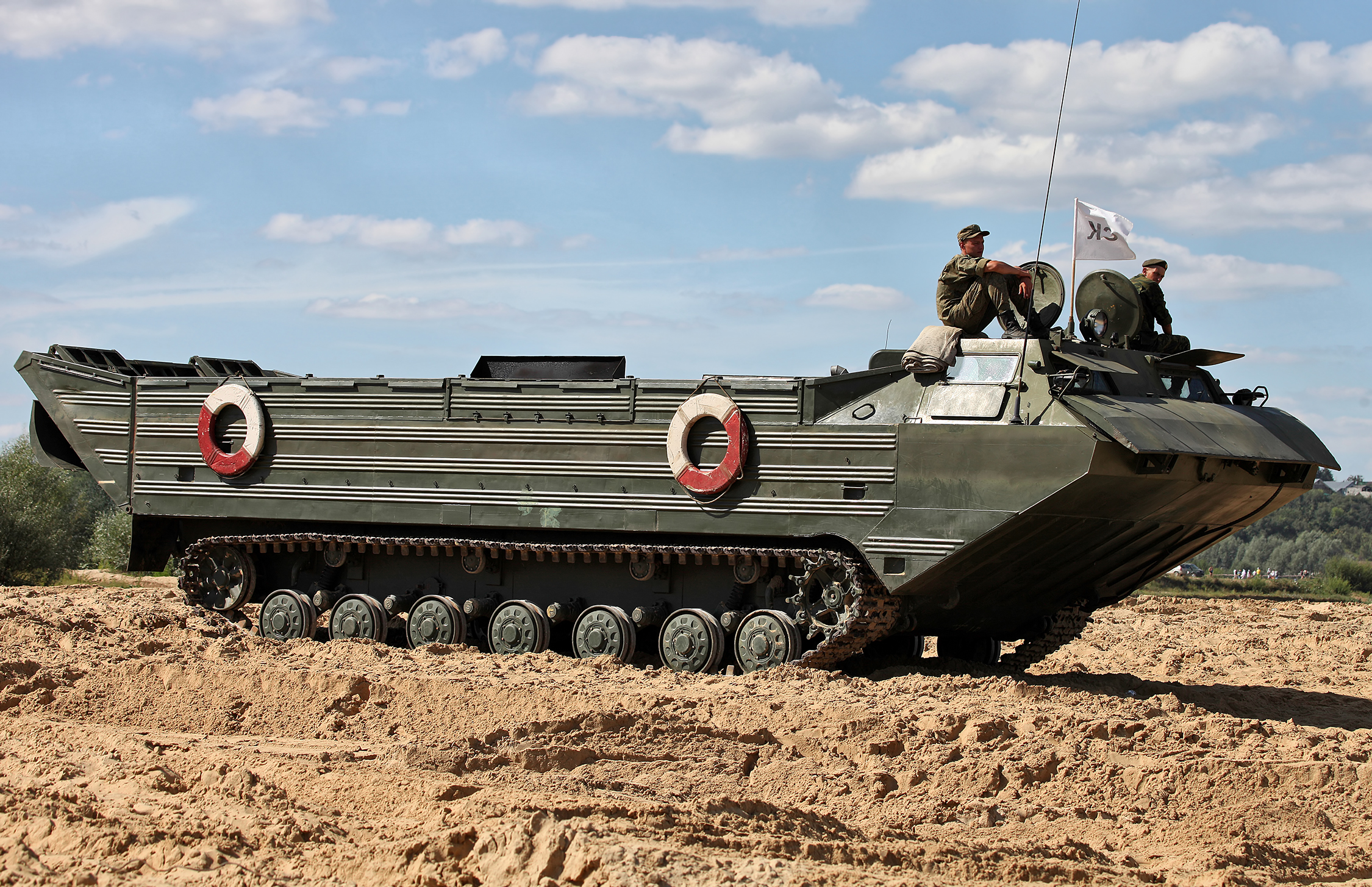
PTSZ–2 úszó szállító jármű

A PTSZ–2 (oroszul: ПТС – Плавающий транспортёр средний / Plavajuscsij transzportyor szrednyij, magyarul: közepes úszó szállító jármű)  a Szovjetunióban gyártott közepes lánctalpas úszó gépjármű. A Luhanszki dízelmozdonygyár fejlesztette ki 1973-ban az MT–T lánctalpas vontató alapjain. Futóműve és hajtásrendszere a T–64-es harckocsiból származik.